# Elecciones parlamentarias de Portugal de 1901

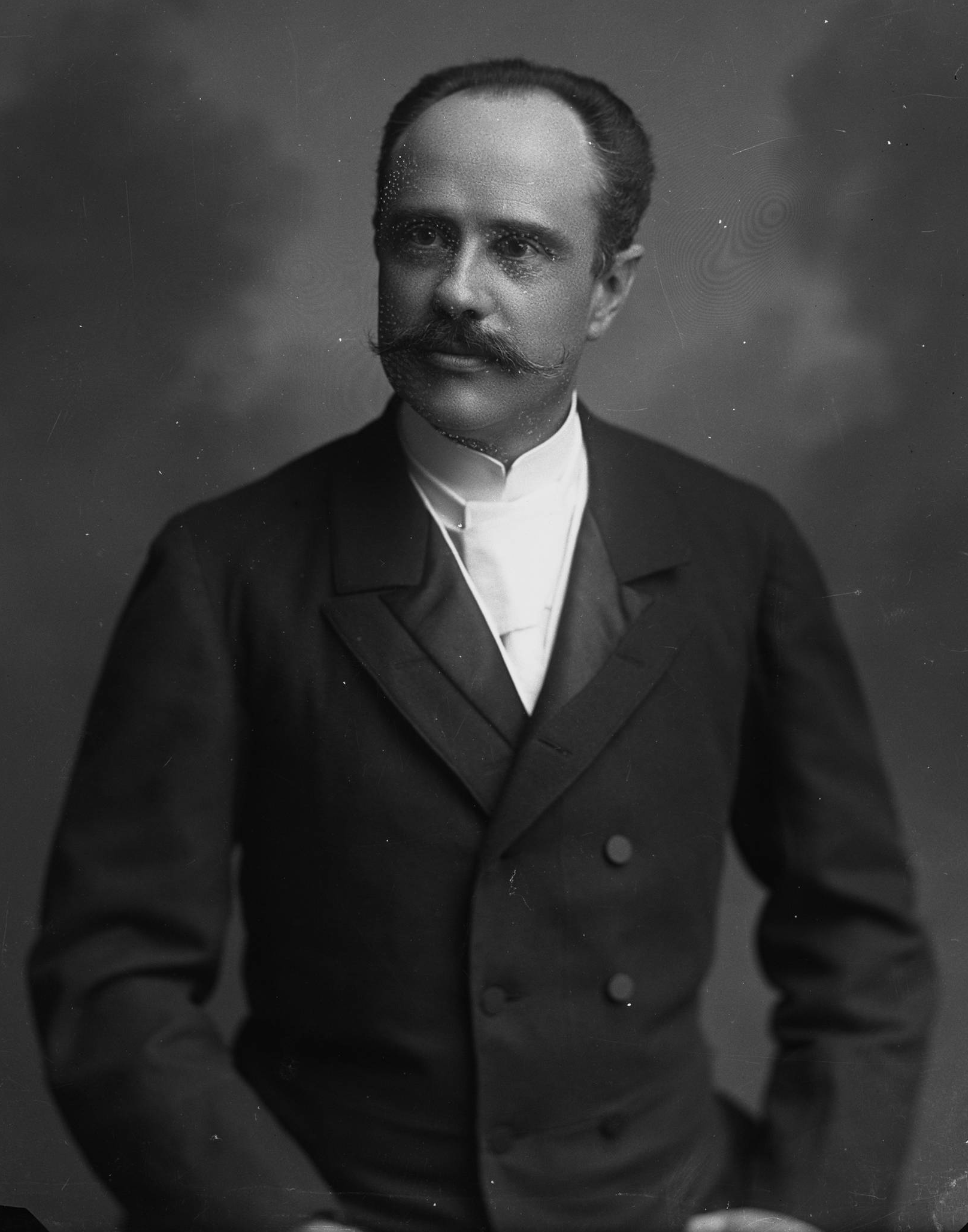
Ernesto Hintze Ribeiro (1849-1907), político de Portugal.

Las elecciones parlamentarias de Portugal se celebraron el 6 de octubre de 1901, las terceras en tres años. El resultado fue la victoria para el Partido Regenerador, obteniendo 100 escaños.

## Resultados
| Partido                         | Votos | % | Escaños | +/–   |
| ------------------------------- | ----- | - | ------- | ----- |
| Partido Regenerador             |       |   | 100     | –4    |
| Partido Progresista             |       |   | 41      | +13   |
| Partido Liberal Regenerador     |       |   | 1       | Nuevo |
| Otros partidos e Independientes |       |   | 6       | 0     |
| Votos en blanco/nulos           | –     | – | –       | –     |
| Total                           |       |   | 148     | +10   |
| Participación electoral         | –     | – | –       | –     |
| Fuente: Nohlen & Stöver         |       |   |         |       |

Los resultados excluyen escaños de territorios insulares y colonizados.